# Вусатка незграбна
Вусатка незграбна (Hypena obesalis) — вид лускокрилих комах з родини еребід (Erebidae).

## Поширення
Він поширений в Європі від Піренейського півострова до Центральної Європи в гірських районах. На схід ареал простягається через Палеарктику до Китаю. В Альпах він піднімається на висоту 2000 метрів.

## Опис
Розмах крил становить від 35 до 44 міліметрів. Передні крила подовжені та вузькі. Верхня поверхня варіюється різними відтінками коричневого. Верхня частина дискальної області темно-коричнева, з широкою вохристою смугою по внутрішньому краю. Зовнішня і внутрішня поперечні лінії сильно зазубрені, але нечіткі. Плями зменшуються до чорних крапок. Під дуже загостреною вершиною видно темну тінь. Великі задні крила сіро-коричневі без плям. Хоботок молі добре розвинений. Дуже довгі щупики витягнуті у вигляді дзьоба.

## Спосіб життя
Міль літає з червня. Личинки зграйно харчуються кропивою, в якій обертається для заляльковування в листі.